# Indoline
L'indoline est un composé aromatique hétérocyclique. C'est un composé bicyclique, constitué d'un noyau benzénique fusionné avec une azoline, c'est-à-dire un cycle de 5  atomes contenant un atome d'azote, partiellement insaturé. Le composé a une structure similaire à celle de l'indole, si ce n'est que la liaison carbone-carbone entre les atomes 2 et 3 a été saturée (hydrogénation de la double liaison). Le composé peut d'ailleurs être converti en indole, par oxydation/déshydrogénation.